# Mohamed Abbassi
Mohamed Abbassi (in arabo محمد عباسي‎?; Gerba, 28 marzo 1991) è un cestista tunisino.

## Carriera
Con la Tunisia ha disputato i Campionati africani del 2015 e i Campionati mondiali del 2019.